# Bergsviken
För byn i Jämtland med samma namn, se Svenstavik, för småorten med detta namn nordväst om Bergsviken se Vitsand.
Bergsviken är en tätort i Piteå kommun strax söder om Piteå. Tätorten är belägen nära Ursberget.
E4 går förbi Bergsviken och över en bro till Piteå. Parallellt går gång- och cykelbron Öholmabron.

## Befolkningsutveckling
| Befolkningsutvecklingen i Bergsviken 1950–2020          | Befolkningsutvecklingen i Bergsviken 1950–2020 | Befolkningsutvecklingen i Bergsviken 1950–2020 | Befolkningsutvecklingen i Bergsviken 1950–2020 | Befolkningsutvecklingen i Bergsviken 1950–2020 |
| ------------------------------------------------------- | ---------------------------------------------- | ---------------------------------------------- | ---------------------------------------------- | ---------------------------------------------- |
|                                                         |                                                |                                                |                                                |                                                |
| År                                                      |                                                |                                                | Folkmängd                                      | Areal (ha)                                     |
| 1950                                                    | 1950                                           |                                                | 798                                            | ##                                             |
| 1960                                                    | 1960                                           |                                                | 1 114                                          | 163                                            |
| 1965                                                    | 1965                                           |                                                | 1 235                                          | 171                                            |
| 1970                                                    | 1970                                           |                                                | 1 559                                          | 190                                            |
| 1975                                                    | 1975                                           |                                                | 1 996                                          | 210                                            |
| 1980                                                    | 1980                                           |                                                | 2 076                                          | 240                                            |
| 1990                                                    | 1990                                           |                                                | 2 211                                          | 248                                            |
| 1995                                                    | 1995                                           |                                                | 2 326                                          | 265                                            |
| 2000                                                    | 2000                                           |                                                | 2 351                                          | 265                                            |
| 2005                                                    | 2005                                           |                                                | 2 317                                          | 266                                            |
| 2010                                                    | 2010                                           |                                                | 2 283                                          | 265                                            |
| 2015                                                    | 2015                                           |                                                | 2 251                                          | 209                                            |
| 2020                                                    | 2020                                           |                                                | 2 312                                          | 215                                            |
| Anm.: ## Som tätort/befolkningsagglomeration 1920–1950. |                                                |                                                |                                                |                                                |

## Historia
Bergsviken var tidigare en by i dåtidens Piteå socken. Byn hette under långt tid "Bersviken" utan g. Till exempel i de tidiga landskapshandlingarna för dåtidens Västerbottens län för åren 1539 och 1543 stavades bynamnet Bersviken.